# Manston, Dorset
Manston är en ort och civil parish i Storbritannien.   Den ligger i kommunen Dorset och riksdelen England, i den södra delen av landet, 160 km väster om huvudstaden London. Manston ligger 51 meter över havet och antalet invånare är 5 261.
Terrängen runt Manston är platt åt nordväst, men åt sydost är den kuperad. Runt Manston är det ganska tätbefolkat, med 108 invånare per kvadratkilometer. Närmaste större samhälle är Blandford Forum, 12,3 km sydost om Manston. Trakten runt Manston består till största delen av jordbruksmark.